# ラーテル歩兵戦闘車
ラーテル歩兵戦闘車（Ratel）は、南アフリカ製の歩兵戦闘車であり、各種の派生型が存在する。ラーテルの名称は、アフリカに生息するラーテル（ミツアナグマ）にちなんで命名された。

## 概要
南アフリカ国防軍（South African Defence Force、1994年にSouth African National Defence Forceへ改称）は、ラーテルの前任としてイギリス製のサラセン装甲兵員輸送車やフランス製のAML装甲車を使用していたが、アパルトヘイト政策に対する非難が高まったためにイギリスやフランスは南アフリカへの武器禁輸政策をとるようになり、南アフリカは戦力の維持と近代化のために独自に各種兵器を設計開発する必要に迫られた。
ラーテルは以上の背景により1968年に設計が開始され、多くの既存の車両を参考にしながら開発を進め、ベルギー製のSIBMAS装甲車に類似した形状の車体が1974年に完成し量産が始まった。
南アフリカでは、現在進められている軍の近代化計画に伴い、ラーテルはフィンランドのパトリアAMVをデネル・ランド・システムズ社がライセンス生産したバジャーに更新されて退役する予定である。

## 構造
一般的な歩兵戦闘車がキャタピラを利用する装軌式であるのに対して、ラーテルはゴムタイヤを装着した6輪式の装輪装甲車である。南アフリカ軍が主な作戦行動を行っていた南アフリカ本土やナミビア、アンゴラ、モザンビークなどは地形が比較的平坦でベトナムのジャングルのような泥沼も存在しないため、南アフリカ軍は無理に装軌式を採用する必要を認めず、整備・維持コストが安価で長距離自走が可能な装輪式を採用した。
エンジンは車体後部に配置され、後部の兵員出入口を確保するために左側にずらして設置されている。運転席も車体の左右軸から見てちょうど真ん中に設置され、前方と左右両方の防弾ガラスを覆う装甲板も設置されている。

## 実戦投入
南アフリカ軍では1974年に初めて実戦投入され、1993年のアパルトヘイト政策廃止までアンゴラ侵攻やナミビアのSWAPO（南西アフリカ人民機構）掃討作戦に従事した。
輸出先のモロッコでも、西サハラにおけるポリサリオ戦線掃討作戦に参加した可能性がある。

## バリエーション

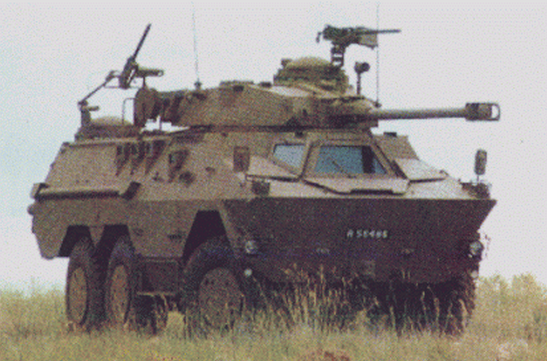
ラーテル90

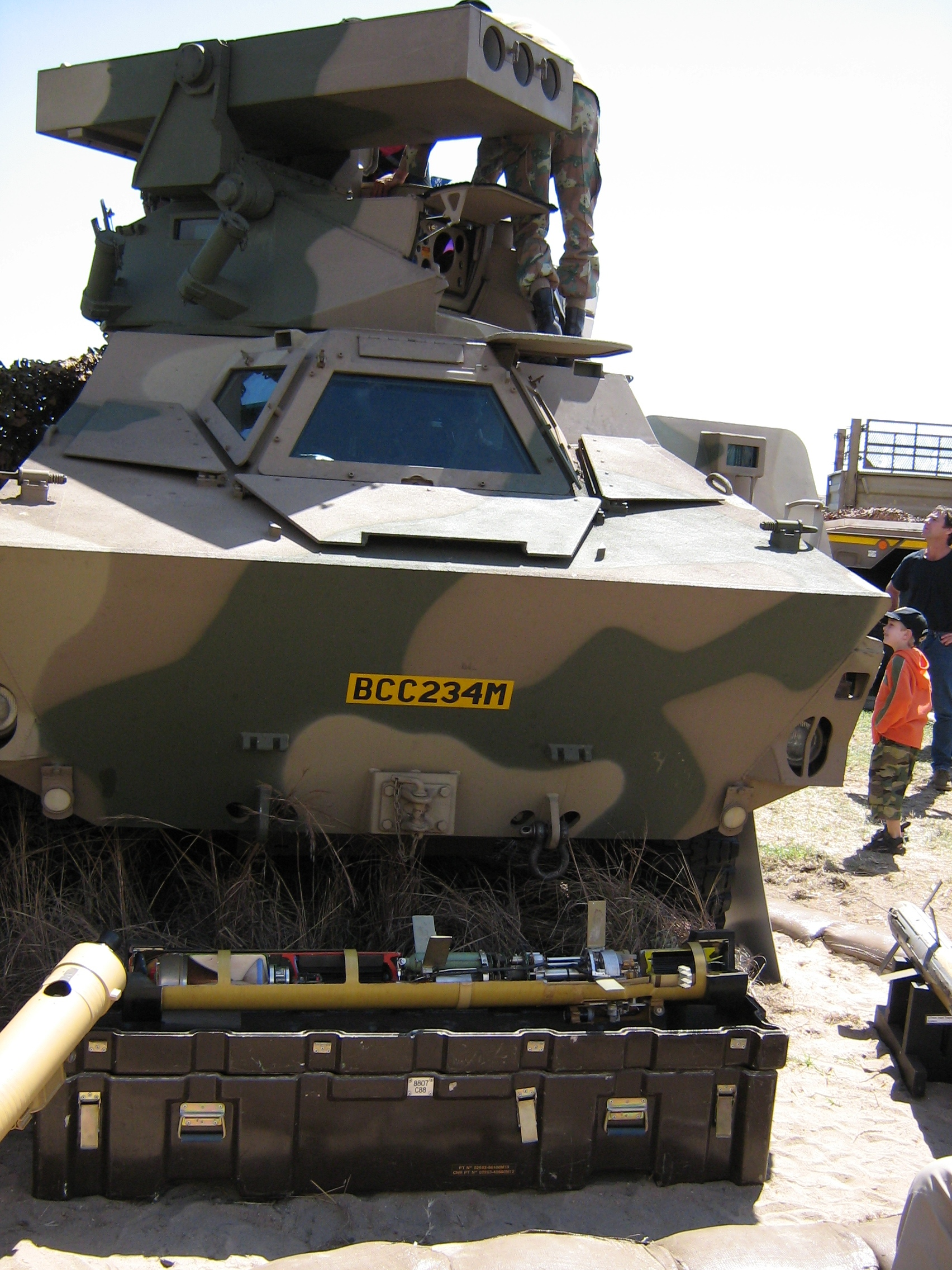
ZT3対戦車ミサイル3連装発射器を搭載したラーテルZT3戦車駆逐車

ラーテル20
基本型。20mm機関砲を装備。
ラーテル60
AML 60のライセンス生産車両であるエランド装甲車（en）の砲塔を搭載したタイプ。主武装はAML 60と同じ60mm後装式迫撃砲。乗員数はラーテル20と同じ。
ラーテル81
砲塔を撤去し、車体内部の兵員区画に81 mm 迫撃砲を搭載した自走迫撃砲。
ラーテル90

AML 90の砲塔を搭載した派生型で、90mm砲を搭載。火力支援を主任務とする。乗員は5名+兵員7名。

ラーテルZT3

砲塔部分にZT3スイフト（en）レーザー誘導式対戦車ミサイルの3連装ランチャーを搭載した戦車駆逐車。車体内部には予備のミサイルを格納。
ラーテル・コマンド
指揮統制車。砲塔に12.7mm重機関銃を搭載。
ラーテル・メンテナンス
野戦整備用の車両。
ラーテル・ロジスティクス
8x8式の輸送用車両。量産されず。

## 採用国
- 南アフリカ共和国
- モロッコ - 2024年時点で、モロッコ陸軍が30両のラーテルMk3-20、30両のラーテルMk3-90を保有[1]。
- サハラ・アラブ民主共和国 - モロッコからの鹵獲。
- ザンビア - 14
- カメルーン - 12
- ルワンダ - 35
- ガーナ - 39
- セネガル - ラーテル20 14両
- ジブチ - 9
- リビア
- ヨルダン - 321
- イエメン

## 登場作品
『War Thunder』
イギリスツリーにミラン対戦車ミサイルを装備したラーテル20、ラーテル90、ラーテルZT3-A2が実装されている。